# داستان زنان
داستان زنان (فرانسوی: Une affaire de femmes‎) یک فیلم درام فرانسوی به کارگردانی کلود شابرول است که در سال ۱۹۸۸ منتشر شد.

## خلاصه داستان
فیلم که از داستانی واقعی الهام گرفته شده دربارهٔ زنی به نام «ماری لاتور» (ایزابل هوپر) است که در زمان جنگ جهانی دوم در فرانسه تحت اشغال آلمان زندگی می‌کند. همسر او به جنگ رفته و ماری که ناچار است از دو کودک خردسالش مراقبت کند به سختی روزگار می‌گذراند. یک شب، زن همسایه از او کمک می‌خواهد تا بچه ناخواسته‌اش را سقط کند. زن همسایه در ازای کمک ماری، یک گرامافون به او هدیه می‌دهد. مدتی بعد زن دیگری برای سقط جنین به سراغ ماری می‌آید و به این ترتیب کسب و کار غیرقانونی ماری آغاز می‌شود. ماری با زن روسپی‌ای به نام لوسی (ماری ترنتینیان) طرح دوستی می‌ریزد و خدماتش را به همکاران لوسی ارائه می‌کند، گاهی اتاق‌های خانه‌اش را هم در اختیار روسپی‌ها قرار می‌دهد. همسر ماری، پل (فرانسوا کلوزه)، از جنگ برمی‌گردد. پل بی‌کار و تنبل است و نمی‌تواند کمک‌حال ماری باشد. ماری معشوقی پیدا می‌کند و به شغل غیرقانونی‌اش ادامه می‌دهد. روزی زنی که در تلاش برای سقط جنین سم خورده به او مراجعه می‌کند اما کارها درست پیش نمی‌رود و زن می‌میرد. شوهر زن هم خودکشی می‌کند. پل که استقلال مالی و بی‌وفایی ماری را تاب نمی‌آورد، ماری را لو می‌دهد و در نهایت ماری به جرم «جنایت علیه کشور» به مرگ محکوم می‌شود. او یکی از آخرین زنانی است که در فرانسه با گیوتین اعدام شد.

## بازیگران
- ایزابل هوپر
- فرانسوا کلوزه
- ماری ترنتینیان
- دومنیک بلان
- لولیتا شاما
- کلود شابرول
- Dani
- فرانسوا مایستر
- اولین دیدی
- آنری آتال
- ماری بونل
- میریام داوید
- کاتاژینا بارگیه‌ووسکا
- آگنیشکا روبوتکا-میخالسکا
- ماگدالنا کوتا
- یانوش بوکوفسکی
- آندژی نیمیرسکی

## جوایز
- نامزد بهترین فیلم خارجی زبان- جشنواره گلدن گلوب (۱۹۸۹)[۲]
- برنده جایزه بهترین فیلم خارجی‌زبان از حلقه منتقدان فیلم نیویورک (۱۹۸۹)[۳]
- برنده جایزه بهترین فیلم خارجی‌زبان از انجمن منتقدان فیلم لس آنجلس (۱۹۸۸)[۴]
- برنده جایزه بهترین بازیگر زن در جشنواره بین‌المللی فیلم ونیز (۱۹۸۸)[۵]
- برنده جایزه بهترین بازیگر زن- جشنواره بین‌المللی فیلم والادولید (۱۹۸۸)[۶]
- نامزد دریافت سه جایزه از جشنواره فیلم سزار (۱۹۸۸)[۶]